# Oak Hall (Virginia)
Oak Hall è un census-designated place (CDP) degli Stati Uniti d'America, situato nello stato della Virginia, nella contea di Accomack. Secondo il censimento del 2020 gli abitanti di Oak Hall ammontavano a 226.